# Alsótizsény
Alsótizsény (szlovákul Dolná Tižina) község Szlovákiában, a Zsolnai kerületben, a Zsolnai járásban.

## Fekvése
Zsolnától 17 km-re keletre fekszik.

## Története
1439-ben „Chysina” néven említik először. 1483-ban „Czyzyna”, 1518-ban „Chyssyna”, 1598-ban „Czizinna” alakban szerepel az írott forrásokban. Kezdetben az óvári, majd a sztrecsényi váruradalom része volt. 1598-ban malma és 23 háza állt. 1720-ban 21 adózó háztartása létezett. 1784-ben 205 házában 212 családban 1226 lakos élt.
A 18. század végén Vályi András így ír róla: „TISZINA. Tót falu Trentsén Várm. földes Ura B. Splényi Uraság, lakosai katolikusok, a’ Sztrecsényi Uradalomhoz tartozik; Harmintzadgya is van; határja ollyan, mint A. Vaditsóé.”
1828-ban 340 háza és 898 lakosa volt. Lakói mezőgazdasággal és erdei munkákkal foglalkoztak.
Fényes Elek 1851-ben kiadott geográfiai szótárában így ír a faluról: „Tissina, tót falu, Trencsén v., Várnához északra 1/2 mfd. Itt és a Belszkavölgyben lakik 875 kath., és 7 zsidó lak. Kath. paroch. templom. Meszet a tissinaiak is jót égetnek. F. u. gr. Nyáry. Ut. p. Zsolna.”
A trianoni diktátumig Trencsén vármegye Zsolnai járásához tartozott.

## Népessége
| Év:            | 1994. | 2004.   | 2014.   | 2024.    |
| -------------- | ----- | ------- | ------- | -------- |
| Emberek száma: | 1207  | 1222    | 1326    | 1510     |
| Eltérés:       |       | +1,24 % | +8,51 % | +13,87 % |

| Év:            | 2023. | 2024.   |
| -------------- | ----- | ------- |
| Emberek száma: | 1508  | 1510    |
| Eltérés:       |       | +0,13 % |

1910-ben 794, túlnyomórészt szlovák anyanyelvű lakosa volt.
2001-ben 1194 lakosából 1191 szlovák volt.
2011-ben 1290 lakosából 1253 szlovák volt.
2021-ben 1456 lakosából 1441 (+4) szlovák, (+2) ruszin, 8 (+2) egyéb és 7 ismeretlen nemzetiségű volt.

## Nevezetességei
- Római katolikus temploma 1875-ben épült késő klasszicista stílusban, falfestményei 1915-ben készültek.
- Kápolnák a 18. és 19. századból.